# Lo real
En filosofía continental, lo Real —en el contexto del psicoanálisis— se refiere al resto de la realidad que no puede ser expresado y que supera al entendimiento. En el lacanianismo, se trata de una categoría "imposible", por su oposición entre su expresión y su inconcebibilidad.
[L]o real en sí mismo no tiene sentido: no tiene verdad para la existencia humana. En términos de Lacan, es el discurso el que "introduce la dimensión de la verdad en lo real".

## En psicoanálisis
Lacan distingue lo Real de la realidad. La realidad es lo que el sujeto percibe y entiende, es principalmente el sentido común. A esto Lacan lo llama "la realidad". Lo Real es "lo imposible", lo que no puede ser simbolizado, aquello que es imposible de entender. La experiencia de la muerte, por ejemplo, puede ser una experiencia de lo Real, porque no puede ser explicada. Debido a la falta de significación, lo Real se vuelve terrorífico. Las alucinaciones en la psicosis son también el retorno de lo Real en el Sujeto.

## En filosofía general
En filosofía general, lo real se ha referido a lo que es 'auténtico' o la inalterable verdad en relación con el ser y la dimensión externa de la experiencia, comúnmente conocido por realidad. Las personas que no han sometido su experiencia y su pensamiento a una reflexión científica o filosófica, consideran que lo real es: «eso que está ahí fuera»; entendiendo por «fuera» lo que llamamos mundo exterior; más tarde, al madurar la conciencia se diferencia un mundo interior, que identificamos con el concepto de yo.
La depuración del concepto de lo real supone la depuración del lenguaje que construye, de alguna forma, la percepción o intelección de ese mundo exterior en nuestra mente y su relación con el yo.
Ya los filósofos en la Antigüedad apreciaron esta diferencia entre mundo percibido, mundo real y mundo expresado en el lenguaje. Los modos de entender cada uno es probablemente el fundamento de las diversas filosofías que ha habido a lo largo de la historia.
Hoy día, en general, se considera superado el concepto de lo real con connotaciones místicas o metafísicas. Se considera que este modo de comprensión y vivencia de lo real pertenece a un ámbito no cognoscitivo sino de creencias o ideologías enmarcado dentro de un discurso o relato social de identidad cultural y, por tanto, al margen de la ciencia.
La cuestión de «lo real» aparece tratada de un modo completamente diferente a partir de la modernidad.
Una de las primeras aproximaciones al tema de lo real al margen de la metafísica la realiza Kant cuando distingue al fenómeno del noúmeno (en alemán «Das Ding in sich» o en español «La cosa en sí»).
Kant considera que lo percibido como fenómeno se encuentra sometido a condiciones subjetivas de la sensibilidad externa e interna, (espacio y tiempo); y la comprensión por el entendimiento condicionada a conceptos a priori o categorías propios de la mente humana que impiden el acceso al conocimiento de lo real como noúmeno.
Pero Kant, pensador del siglo XVIII, por genial que fuera, no podía escapar a los paradigmas, y epistemes, dominantes en su cultura, de forma que, por vía de la razón práctica restauró el sentido trascendente de la moral y de Dios.

## En dinámica de sistemas
En dinámica de sistemas, lo real es aquello que expresa sus propiedades de forma discreta, es decir, aquello que necesita de nuestra atención para que lo conceptualicemos, siendo el proceso de conceptualización un proceso de aprendizaje que nos instruirá en cómo beneficiarnos de las propiedades expresadas por dicha realidad.